# Contee degli Stati Uniti d'America

Cartina degli Stati Uniti riportante i confini di stato e di contee

Le contee degli Stati Uniti d'America rappresentano il secondo livello di suddivisione territoriale degli Stati Uniti d'America, il più alto con compiti prettamente amministrativi. Le contee sono infatti immediatamente sottoposte al governo dei singoli Stati federati e risultano essere un livello intermedio tra questo e i comuni.
In tutti gli Stati Uniti ci sono 3.142 contee o amministrazioni statisticamente assimilabili a queste.

## Suddivisione amministrativa
Dei 50 stati della federazione, solamente 2 non sono suddivisi in contee. Si tratta di Alaska e Louisiana, che però presentano anch'esse una suddivisione territoriale sovracomunale. In particolare nel caso della Louisiana, divisa in parrocchie (parishes), la differenza può dirsi esclusivamente formale, legata alla diversa denominazione. Nell'Alaska invece vi sono fattispecie che in sostanza danno poteri molto blandi a tali suddivisioni: si tratta dei borghi (boroughs), peraltro nella maggioranza dei casi consolidati nelle city and borough che costituiscono un livello amministrativo unico, e delle aree censuarie (census areas) che sono pure invenzioni statistiche degli uffici federali.
Oltre a quelle dei due stati descritti, esistono altre eccezioni all'ordinamento generale, come le città indipendenti (independent cities) il cui territorio non è compreso in alcuna contea e che dipendono direttamente dall'amministrazione statale. Sono 41 in totale, 38 nella sola Virginia.
Vi sono poi città la cui municipalità si è fusa o comunque forma un tutt'uno con l'amministrazione della contea cui appartiene. Sono queste le cosiddette città consolidate (consolidated city-county), la cui origine è data appunto da ampliamenti dell'estensione urbana al punto che dei comuni sono arrivati ad occupare l'intero territorio della propria contea. Come situazione ancora più estrema vanno segnalate le singolarità di città la cui espansione ne ha determinato l'occupazione di territori appartenenti a più contee (si pensi al caso di Dallas la cui estensione cittadina tocca 5 contee), mentre la metropoli di New York ha addirittura come propri quartieri (boroughs) 5 contee, rappresentando però l'unico caso di ribaltamento dei due livelli amministrativi.

## Caratteristiche
La località nella quale sono presenti la sede amministrativa e la corte di giustizia della contea, prende il nome di capoluogo di contea (county seat).
Bisogna tener presente che ogni stato ha una sua costituzione che definisce i compiti e i limiti delle proprie contee, in maniera del tutto autonoma. Ne segue che da Stato a Stato si possono avere differenze notevoli riguardo all'effettiva funzione delle contee, sul loro tipo di governo e sul rapporto con i livelli amministrativi inferiori: si pensi agli Stati che presentano un livello intermedio tra quello della contea e quello comunale, tipicamente, ma non solo, rappresentato dalle township, o alle Hawaii che danno tutto il potere alle contee senza prevedere l’istituzione di comuni.

## Forma di governo
Generalmente vi è un consiglio di eletti (board of supervisors, county commission, county council, o county legislature) e un capo del consiglio (county mayor o county executive) che in alcuni casi rappresenta una carica poco più che onorifica, mentre in altri ha piene funzioni. In molti casi vi è un'altra figura (county manager o chief administrative officer) che si occupa delle questioni quotidiane di governo rispondendone al consiglio o al capo del consiglio. In alcuni stati il potere esecutivo, data la sua importanza, è svolto da più funzionari che possono essere eletti separatamente dai membri del consiglio.
Alcune contee si sono date una forma di governo metropolitana, eleggendo un sindaco (mayor) di contea pur tenendo il consiglio di contea e i sindaci comunali, essendo state conferite di alcune funzioni sovraccomunali tramite referendum: il più tipico di questi casi è quello della contea di Miami-Dade. Hanno ugualmente un sindaco molte delle contee degli Stati con un ordinamento particolare rispetto ai comuni, come le Hawaii o l'Alaska, oltre a tutte le maggiori città consolidate.

## Poteri delle contee
In maniera sintetica, si possono tracciare tre differenti profili riguardanti le diverse competenze che nei vari stati vengono assegnate alle contee.

### Competenze limitate
Nel New England le contee hanno la funzione di distretti giudiziari e dipartimenti dello sceriffo, mentre il potere legislativo locale è in mano ai comuni. In Connecticut, Rhode Island e in parte del Massachusetts le contee non esercitano alcun potere amministrativo. Nel Connecticut gli 8 consigli di contea sono stati sciolti nel 1960 e rimpiazzati in alcune funzioni da 15 "consigli regionali" (regional council) che si occupano in maniera più specifica della gestione del territorio di aree omogenee dal punto di vista socioeconomico.

### Competenze tipiche
Ad esclusione del New England, le contee si occupano generalmente di pubblica sicurezza, servizi pubblici, strade, biblioteche, parchi e prigioni. Normalmente vi è anche un servizio di registrazione delle informazioni statistiche e anagrafiche, a volte collegato con l'ufficio elettorale.

### Competenze piene
Specie negli stati nei quali le contee sono più grandi o più popolose, le competenze delle contee sono più estese e possono riguardare: aeroporti, porti, spiagge, musei, cliniche ed edilizia popolare. Possono occuparsi anche di servizi sociali, assistenziali, di tutela degli animali, salvaguardia di beni storici e ambientali, ecc. Infine possono esservi dei vigili del fuoco di contea, anche in presenza di uno o più corpi dello stesso tipo nelle città del proprio territorio. Nel Maryland le contee si spingono ad occuparsi anche dell'istruzione che generalmente compete ai distretti scolastici.

### Poteri di polizia
L'ufficio dello sceriffo (Sheriff's office) è l'ufficio di polizia responsabile dell'applicazione della legge in una contea. È presente nelle contee di 48 stati. La carica di sceriffo è solitamente attribuita per elezione da parte dei cittadini, secondo una tradizione tipicamente statunitense. I deputy sheriff (vice) sono invece nominati.
La relazione tra ufficio dello sceriffo e altre forze di polizia varia a seconda dello Stato e, all'interno di alcuni stati, anche da contea a contea. In alcune contee lo sceriffo può essere la figura più importante, in altre invece fa poco più che amministrare la prigione della contea, provvedere al trasporto dei prigionieri ed assicurare il servizio di sicurezza per il tribunale della contea.

## Suddivisioni delle contee
Le contee possono essere suddivise in divisioni civili minori (Minor civil divisions o MCD) o in Census County Divisions (CCD). Le Minor civil divisions svolgono soprattutto compiti amministrativi e di governo del territorio. Gli stati nei quali sono presenti MCD o entità a queste equivalenti sono 29. Le forme più diffuse sono le town (tipicamente nel New England) e le township (tipicamente nel Midwest) ma esistono una ventina di denominazioni differenti. In 20 stati nei quali le MCD non esistono, sono presenti le County census divisions che però hanno solo finalità statistiche. L'Alaska ha i propri boroughs suddivisi in census subareas (CSAs) assimilabili ai CCD. Va per altro precisato che non in tutti i casi le MCD hanno attivato funzioni amministrative e di governo (ad es. tutte le township dell'Arkansas) sebbene ne abbiano facoltà.
Lo United States Census Bureau (USCB) si occupa di rendere più uniforme possibile questo sistema di suddivisioni, sempre nel rispetto delle singolarità e particolarità di ogni stato. Ad esempio lo USCB con il suo programma avviato nel 1972 e definito "Boundary and Annexation Survey" (BAS), oltre alla precisa definizione dei confini di tutte le diverse entità amministrative americane, ha tra i suoi obiettivi quello di dare ad ogni stato una copertura completa nella suddivisione in contee (in questo solo l'Alaska è ancora carente) e nella suddivisione di queste in MCD, dove previsti. A questo proposito vanno segnalati, tra le altre entità equivalenti agli MCD, gli unorganized territories (UT) che sono territori, normalmente poco abitati, cui non è stata ancora attribuita alcuna unità di appartenenza.
Infine va detto che le località (places) che si trovino all'interno di MCD possono o meno essere parte degli stessi. Si parla di dependent places quando le località sono considerate nel territorio degli MCD, e di independent places quando non lo sono. Come conseguenza si ha, ad esempio per i fini statistici, che nel primo caso gli abitanti di una località sono considerati appartenere alla stessa e all'MCD dal quale dipendono, mentre nel secondo caso ogni abitante è computato una sola volta.

## Contee per stato
Le contee degli Stati Uniti sono complessivamente 3.141. Vale a dire mediamente 62 per stato. Si può notare come negli Stati del Midwest e del Sud il numero delle contee sia più elevato rispetto agli Stati dell'ovest e del nord-est
- 254 - Texas
- 159 - Georgia
- 134 - Virginia (95 contee e 38 città indipendenti)
- 120 - Kentucky
- 115 - Missouri (114 contee più la città indipendente di Saint Louis)
- 105 - Kansas
- 102 - Illinois
- 100 - Carolina del Nord
- 99 - Iowa
- 95 - Tennessee
- 93 - Nebraska
- 92 - Indiana
- 88 - Ohio
- 87 - Minnesota
- 83 - Michigan
- 82 - Mississippi
- 77 - Oklahoma
- 75 - Arkansas
- 72 - Wisconsin
- 67 - Pennsylvania
- 67 - Florida
- 67 - Alabama
- 66 - Dakota del Sud
- 64 - Louisiana (denominate parrocchie)
- 64 - Colorado
- 62 - New York
- 58 - California
- 56 - Montana
- 55 - Virginia Occidentale
- 53 - Dakota del Nord
- 46 - Carolina del Sud
- 44 - Idaho
- 39 - Washington
- 36 - Oregon
- 33 - Nuovo Messico
- 30 - Alaska (denominati Borough e Census Area, sono rispettivamente 19 e 11)
- 29 - Utah
- 24 - Maryland (23 contee più la città indipendente di Baltimora)
- 23 - Wyoming
- 21 - New Jersey
- 17 - Nevada (16 contee più la città indipendente di Carson City)
- 16 - Maine
- 15 - Arizona
- 14 - Vermont
- 14 - Massachusetts
- 10 - New Hampshire
- 8 - Connecticut
- 5 - Rhode Island
- 5 - Hawaii
- 3 - Delaware
- 0 - Distretto di Columbia[8]